# Liste der geschützten Landschaftsbestandteile im Landkreis Wolfenbüttel
Im Landkreis Wolfenbüttel gibt es diese ausgewiesenen geschützten Landschaftsbestandteile.
| Baumschutzsatzung Gemeinde Achim                                                  | BW | GLB WF 00001  | Achim                                 | ⊙ |  | 15. Sep. 1982 |
| Flachsrotten                                                                      | BW | GLB WF 00002  | Börßum                                | ⊙ |  | 28. Feb. 1984 |
| Lindenalle von Lucklum                                                            | BW | GLB WF 00003  | Erkerode, Lucklum                     | ⊙ |  | 3. Okt. 1985  |
| Baumschutzsatzung Gemeinde Werlaburgdorf                                          | BW | GLB WF 00004  | Werlaburgdorf                         | ⊙ |  | 13. Dez. 1985 |
| Gutspark an der Neuen Straße                                                      | BW | GLB WF 00005  | Schöppenstedt                         | ⊙ |  | 17. Apr. 1986 |
| Rottebeek                                                                         | BW | GLB WF 00006  | Uehrde, Watzum                        | ⊙ |  | 9. März 1987  |
| Weddebach                                                                         | BW | GLB WF 00007  | Beuchte                               | ⊙ |  | 29. Feb. 1988 |
| Feuchtwiesen in der Gemarkung Semmenstedt                                         | BW | GLB WF 00008  | Semmenstedt                           | ⊙ |  | 29. Feb. 1988 |
| Ziegeleiteich                                                                     | BW | GLB WF 00009  | Baddeckenstedt, Oelber am weißen Wege | ⊙ |  | 23. Mai 1989  |
| Kleingewässer in der Gemeinde Schladen a) Polenteich b) Marktteich c) Loeperteich | BW | GLB WF 00010a | Schladen                              | ⊙ |  | 28. Sep. 1988 |
| Kleingewässer in der Gemeinde Schladen a) Polenteich b) Marktteich c) Loeperteich | BW | GLB WF 00010b | Schladen, Beuchte                     | ⊙ |  | 28. Sep. 1988 |
| Kleingewässer in der Gemeinde Schladen a) Polenteich b) Marktteich c) Loeperteich | BW | GLB WF 00010c | Schladen, Beuchte                     | ⊙ |  | 28. Sep. 1988 |
| Alter Friedhof                                                                    | BW | GLB WF 00011  | Schöppenstedt, Eitzum                 | ⊙ |  | 15. Nov. 1988 |
| Fischteich am Weinberg                                                            | BW | GLB WF 00012  | Schöppenstedt                         | ⊙ |  | 1. Juni 1992  |
| Achillessches Gehölz                                                              | BW | GLB WF 00013  | Schöppenstedt                         | ⊙ |  | 1. Juni 1992  |
| Kiesgrube westlich Klein Elbe                                                     |    | GLB WF 00014  | Klein Elbe                            | ⊙ |  | 6. Juni 1995  |
| Alter Bahndamm                                                                    | BW | GLB WF 00015  | Sickte                                | ⊙ |  | 23. Nov. 1999 |
| Seeliger Park                                                                     |    | GLB WF 00016  | Wolfenbüttel                          | ⊙ |  | 19. Okt. 2001 |
| Wasservogelreservat Schöppenstedter Teiche                                        | BW | GLB WF 00017  | Schöppenstedt                         | ⊙ |  | 17. Apr. 1986 |
| Ehemalige Bahntrasse bei Evessen                                                  | BW | GLB WF 00018  | Evessen                               | ⊙ |  | 18. Dez. 2006 |
| Legende für Geschützter Landschaftsbestandteil                                    |    |               |                                       |   |  |               |